# مؤسسة أناداركو للنفط

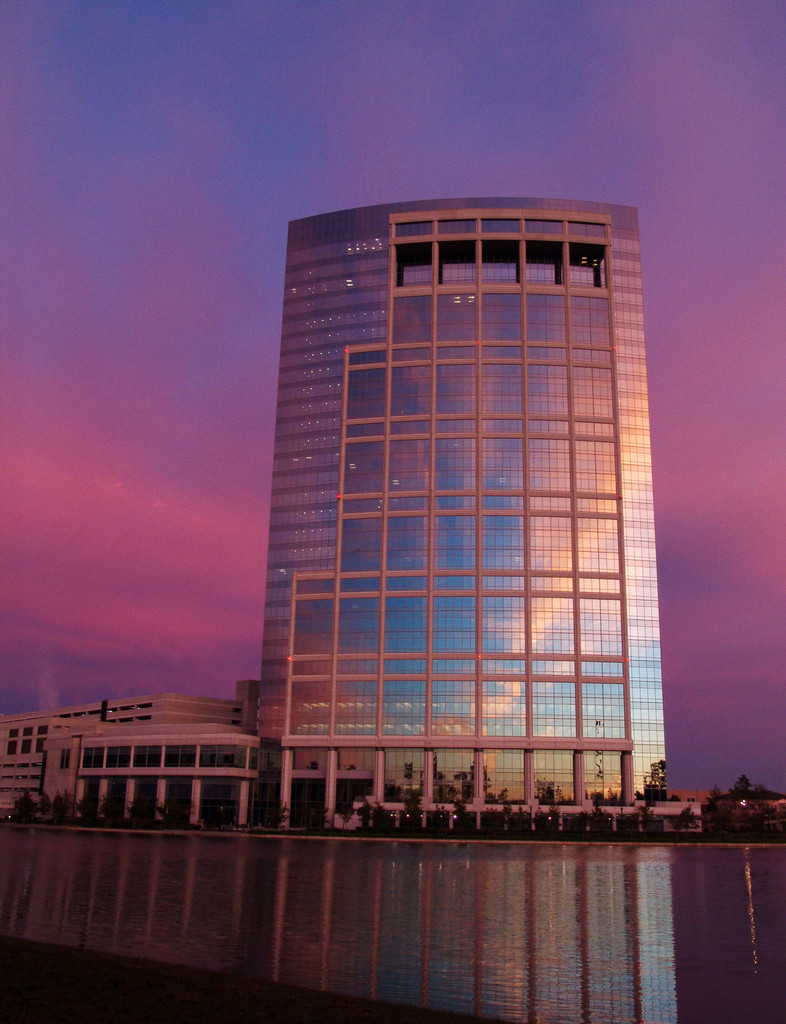
برج أليسون ، مقر شركة أناداركو للبترول.

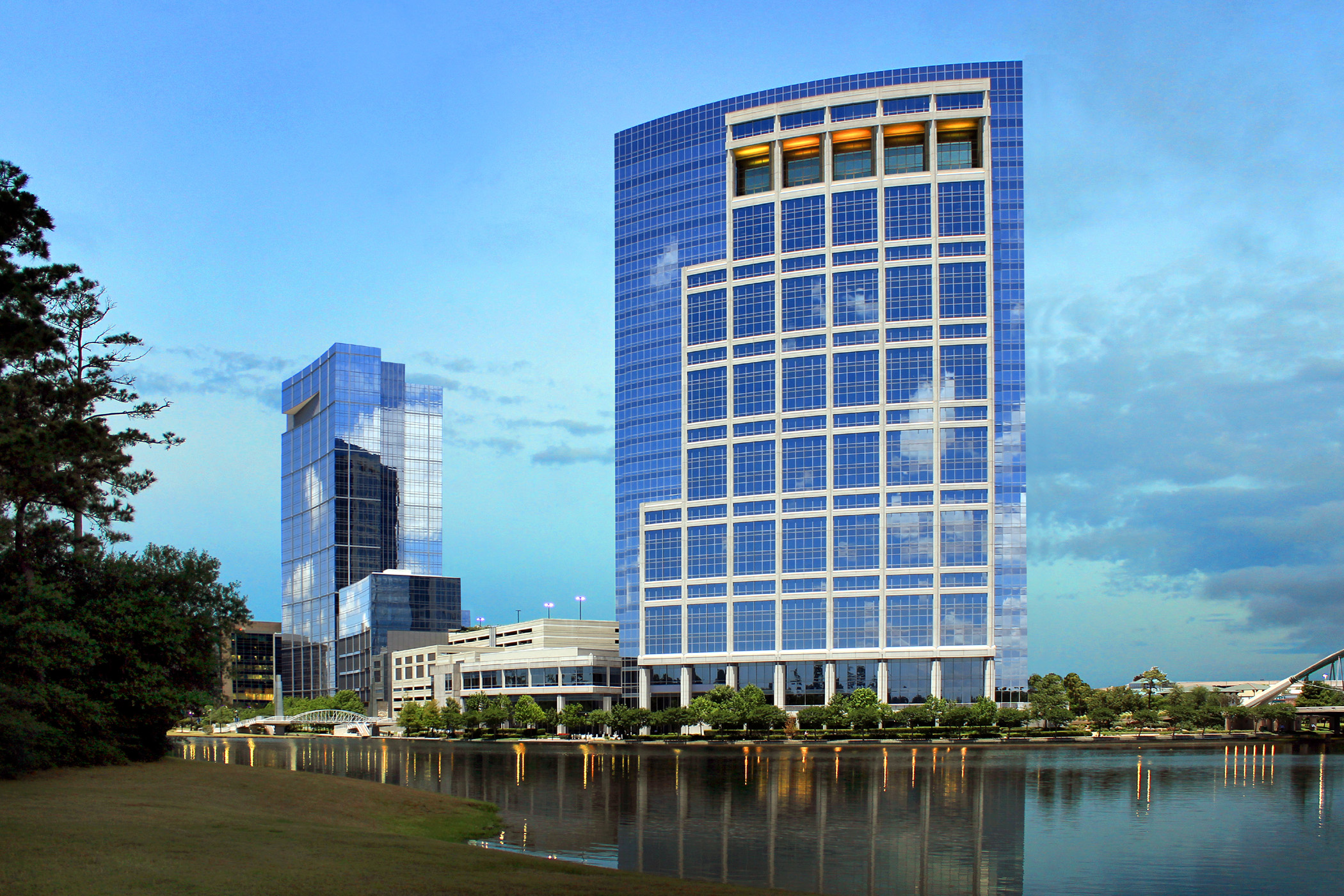
أناداركو ، ذا وودلاندز تكساس

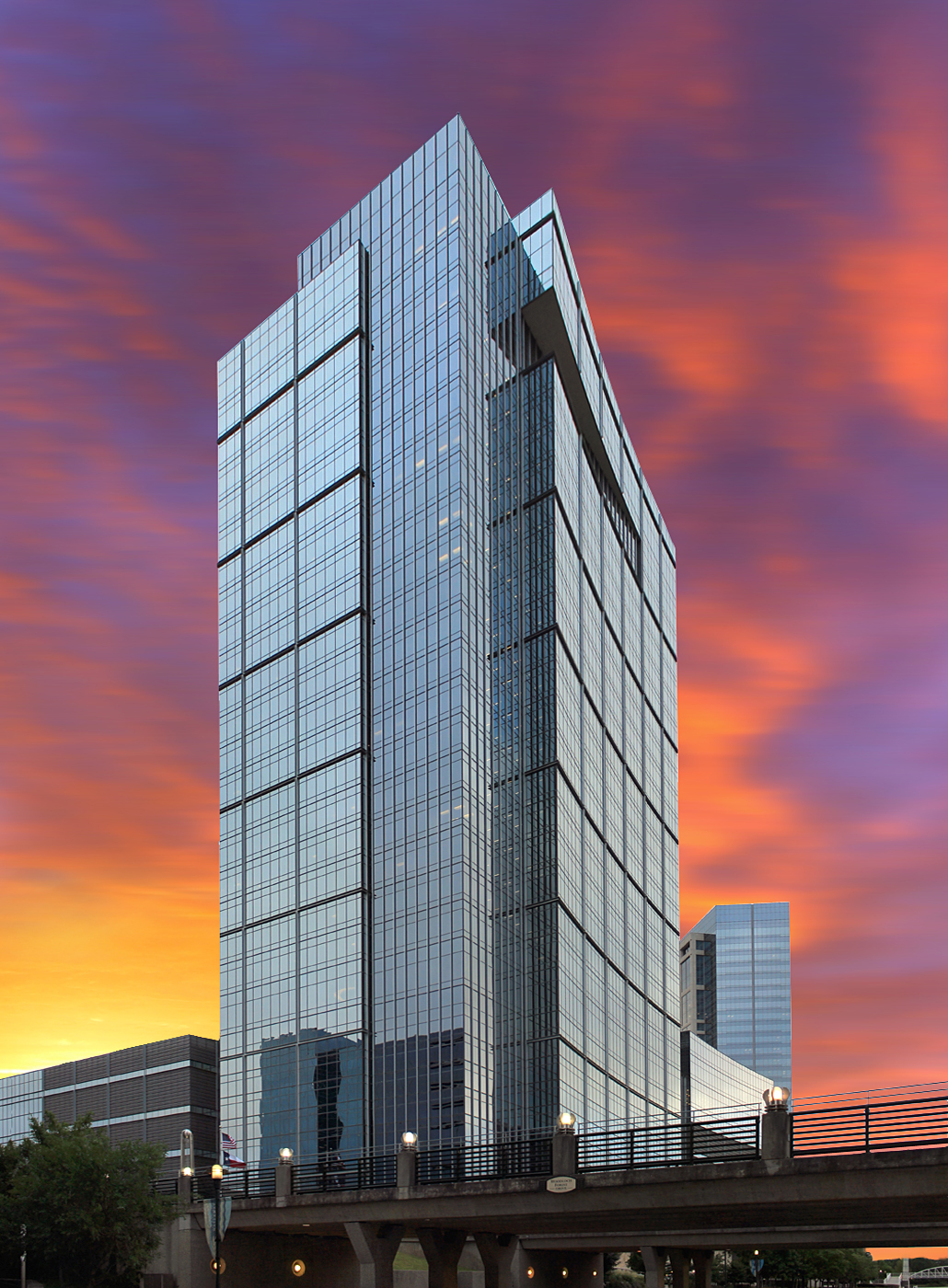
هاكيت تاور ، أناداركو

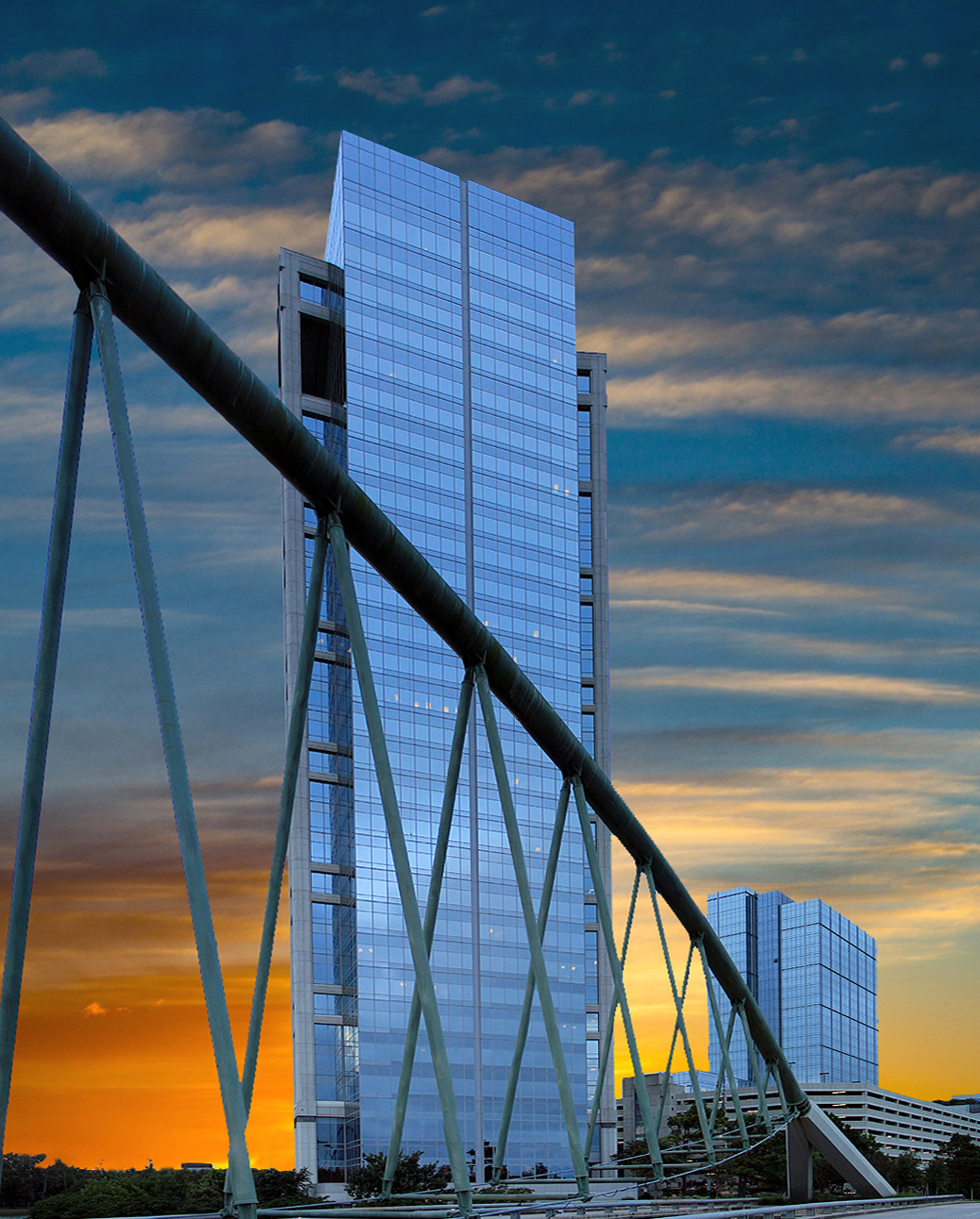
أناداركو من بحيرة روبنز درايف

شركة أناداركو بتروليوم هي شركة تعمل في مجال التنقيب عن المواد الهيدروكربونية . تم تنظيمها في ولاية ديلاوير ومقرها في ناطحات السحاب في وودلاندز ، تكساس : برج أليسون وبرج هاكيت، وكلاهما سمي على اسم الرئيس التنفيذي السابق للشركة. في عام 2019 ، تم الاستحواذ على الشركة بواسطة أوكسيدنتال بتروليوم .
كانت الشركة موضوعًا لحالات بيئية متعددة، بما في ذلك أكبر تسوية تلوث بيئي في التاريخ الأمريكي - تسوية 2014 المتعلقة بشركة ترونكس التابعة لشركة كير ماكجي، وهي شركة اشترتها في عام 2006.
بالإضافة إلى التنقيب والإنتاج، تعمل الشركة في مجال جمع ومعالجة ومعالجة النفط والغاز. شاركت الشركة أيضًا في أعمال المعادن الصلبة من خلال ملكيتها للمشاريع المشتركة غير العاملة وترتيبات حقوق الملكية. اعتبارا من 31 ديسمبر 2018 ، كان لدى الشركة حوالي 1.473 بليون barrels of oil equivalent (9.01×109 جـجول) من الاحتياطيات المؤكدة، منها 45 ٪ من احتياطيات النفط ، 37 ٪ منها كانت من الغاز الطبيعي ، و 18 ٪ من سوائل الغاز الطبيعي. في عام 2018 ، أنتجت الشركة 666 ألف barrels of oil equivalent (4,070,000 جـجول) في اليوم الواحد.
شكلت عمليات الشركة في الولايات المتحدة 86 ٪ من إجمالي حجم المبيعات خلال عام 2018 و 88 ٪ من إجمالي الاحتياطيات المؤكدة في نهاية عام 2018. في الولايات المتحدة، تمتلك الشركة ممتلكات كبيرة في حوض ديلاوير، حيث كان لديها أكثر من 580.000 فدان إجمالاً، في المقام الأول في كلاين شيل ؛ حوض دنفر، حيث كان لديه أكثر من 400000 فدان صافي ؛ تشغيل 4600 بئر عمودي و 1400 بئر أفقي، وفي أعماق بوتس الطبيعية، يوتا ، حيث كان لديها ما يقرب من 2850 بئراً.
شكلت عمليات الشركة الدولية 14 ٪ من إجمالي حجم المبيعات خلال عام 2018 و 12 ٪ من إجمالي الاحتياطيات المؤكدة في نهاية عام 2018. كان للشركة مقتنيات في الجزائر وغانا وموزمبيق وكولومبيا وكوت ديفوار .

## روابط خارجية
- مارسيلوس النشاط الصخري والانتهاكات كما تم جمعها من قبل FrackTrack